# Dendrocollybia
Genre
Synonymes
- Agaricus racemosus Pers.
- Collybia racemosa (Pers.) Quél.
- Microcollybia racemosa (Pers.) Lennox
- Mycena racemosa (Pers.) Gray

Dendrocollybia est un genre de champignons de la famille de Tricholomataceae.